# Magnapax
El Magnapax és un sistema de projecció cinematogràfica creat vora el 1920 als Estats Units. Està compost per una pantalla de 600 metres quadrats que se subjecta sobre una estructura de metall d'unes 40 tones de pes. Les grans dimensions del Magnapax fan que sigui possible projectar-hi horitzontalment una pel·lícula de 70 mil·límetres amb 16 perforacions per fotograma creada amb materials no inflamables i per tant, segura en cas d'incendi. La sensació provocada als espectadors és totalment envoltant gràcies a les grans dimensions del Magnapax.
La projecció més coneguda al Magnapax va realitzar-se als Estats Units vora el 1927 per la companyia Paramount. Es va projectar la pel·lícula Wings, en aquell moment el Magnamax era una pantalla 4 cops més gran que les pantalles habituals.
L'ús del Magnapax va abandonar-se, juntament amb l'ús d'altres sistemes com el Grandeur de la Fox i el Reallife per falta de recursos econòmics a causa de la Gran Depressió i per les complicacions i problemes dels mecanismes.

## Arribada del Magnapax a Espanya
El Magnapax va arribar a Espanya el 1998, concretament a la 37a edició del Festival de Cinema de Sant Sebastià celebrada entre el 15 i 23 de setembre del 98. El muntatge de l'estructura va tenir lloc al velòdrom d'Anoeta i tenia una capacitat de fins a 1.100 persones. Per llogar l'estructura es van invertir 40 milions de pessetes dels 300 milions del pressupost del festival (aproximadament un 13,3%). Al Magnapax es van poder visualitzar, entre d'altres, documentals que mostraven al públic adolescent les Cascades del Niàgara i el Gran Canyó del Colorado.

### Crítiques del públic
- "Va fer oblidar als donostiarres la concepció que el cinema és bidimensional."[6]
- "La pantalla ocupa el camp visual dels espectadors per complet, provocant la sensació envoltant que ha sigut definida com una "embriaguesa de llum i so."[1]
- "No emociona, commociona" "és turmentador, molest i meravellós" (Poeta Rafael Alberti)[4]
- "Davant les cascades creus que t'has descuidat la gavardina i el paraigua" (Adolescents visitants del Festival de Cinema de Sant Sebastià el 1989)[4]
- "Et submergia en la pel·lícula de tal manera que acabaves cridant."[7]

## El Magnapax a Catalunya
Al Kursaal de Cerdanyola del Vallès, l'any 1994 s'hi van instal·lar estructures Magnapax, eren les pantalles més grans del moment fins que no va arribar l'Imax del Port Vell. Fins que no va arribar l'Imax, el cinema Kursaal va obtenir el gran renom nacional per tenir la pantalla de projecció més gran d'Espanya.
A la programació cinematogràfica inclosa al diari "Els 4 cantons" de Sant Cugat del 1994 s'hi poden veure pel·lícules del cinema de Cerdanyola anunciades amb la paraula "Magnapax" al capdavant. Les pel·lícules que s'hi projectaven eren "El Gran Cañón" i "Niágara", les mateixes que les del Festival de Cinema de Sant Sebastià.